# Xã Santa Fe, Quận Pawnee, Kansas
Xã Santa Fe (tiếng Anh: Santa Fe Township) là một xã thuộc quận Pawnee, tiểu bang Kansas, Hoa Kỳ. Năm 2010, dân số của xã này là 675 người.